# Казармы Литовского драгунского полка
Казармы Литовского драгунского полка в Советске — памятник архитектуры, одна из главных достопримечательностей города, комплекс представляет собой яркий образец военной прусской архитектуры. Внутри главного здания находятся старинные росписи, повествующие о боевом пути драгунского полка, начиная с 1740 года.

## Расположение
Здание казарм расположено в центре города Советска по адресу: улица Красноармейская, 2б

## История
Драгунский Литовский полк армии Пруссии был основан в 1717 году. В декабре этого же года полк был расквартирован в Инстербурге (штаб), Тильзите, Рагните, Гольдапе, Шталлупёнене и Пилькаллене. 
В 1800 году была построена новая массивная казарма в Тильзите между Высокими и Немецкими воротами на Казернен-штрассе (сейчас улица Комсомольская), имевшая много комнат и стойл для коней. Во время коронации Вильгельма I в Кёнигсберге в 1861 году полк получает своё окончательное название «Литовский полк драгун № 1 принца Альбрехта Прусского». В октябре 1878 года в Немецкой кирхе Тильзита торжественно открылась памятная доска, посвящённая полку. В 1879 году полк размещается в новых казармах на Банхоф-штрассе (сейчас улица Красноармейская) города Тильзита. Грандиозный корпус драгунских казарм стал достойным преемником тевтонских замков. Длина этого корпуса по фасаду порядка 150 метров. 
В 1919 году драгунский полк был расформирован. 
После Второй мировой войны здания казарм использовались по назначению — там находилась советская военная часть.
23 сентября 2009 года трое военнослужащих занимались ремонтом вестибюля казарм, и обнаружили старинные росписи под слоем краски и побелки. Реставраторы из Санкт-Петербурга провели первый этап восстановления старинных надписей, которые, как оказалось, свидетельствуют о боевом пути Литовского драгунского полка с 1740 по 1890 годы. В 2013 году конюшни казарменного комплекса подверглись разорению — исчезли венчающие части колонн с уникальной художественной ковкой и чугунные плиты поилок. Кроме этого была повреждена старинная плиточная кладка.

## Галерея

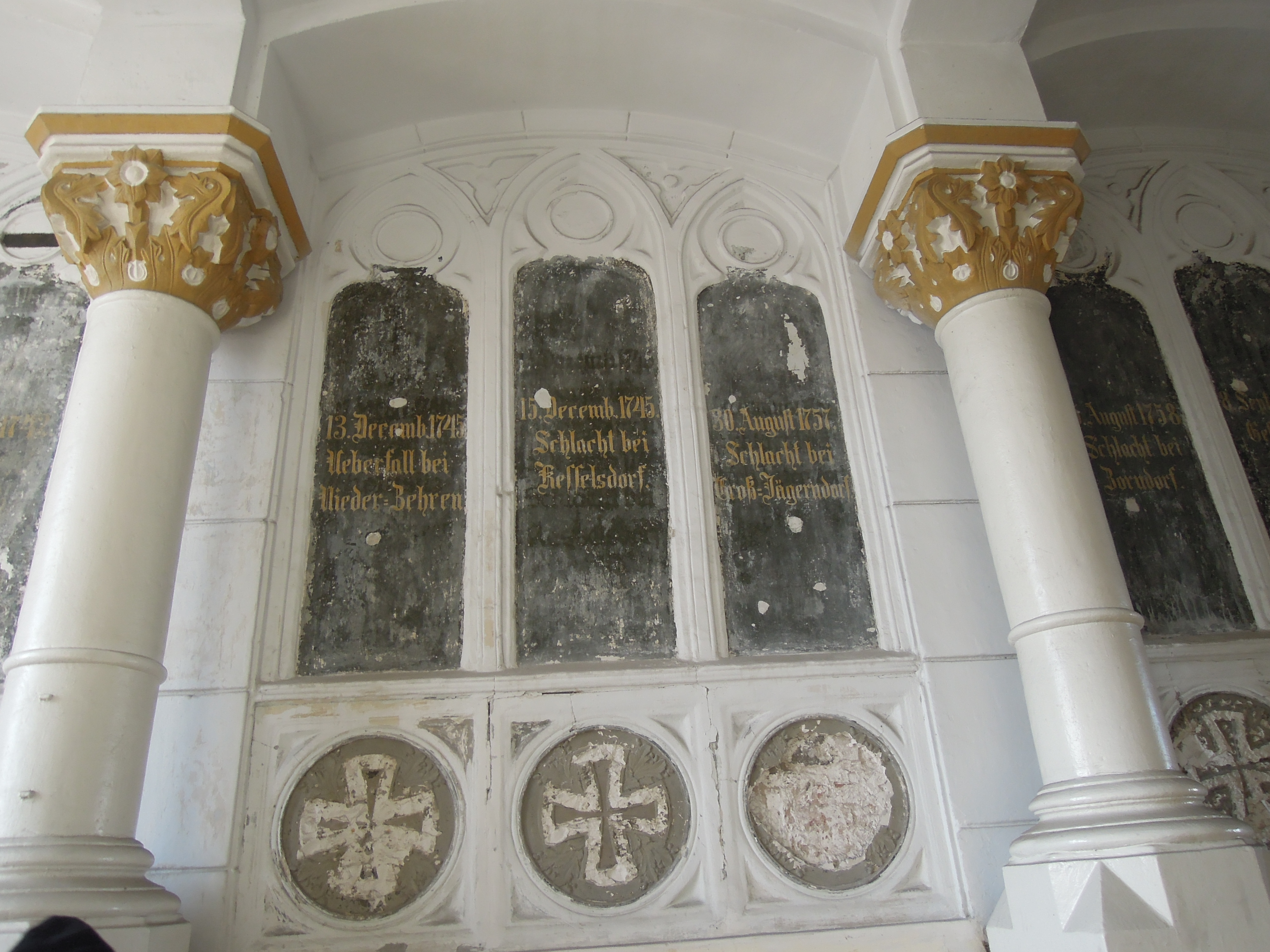
Росписи в казарме Советска
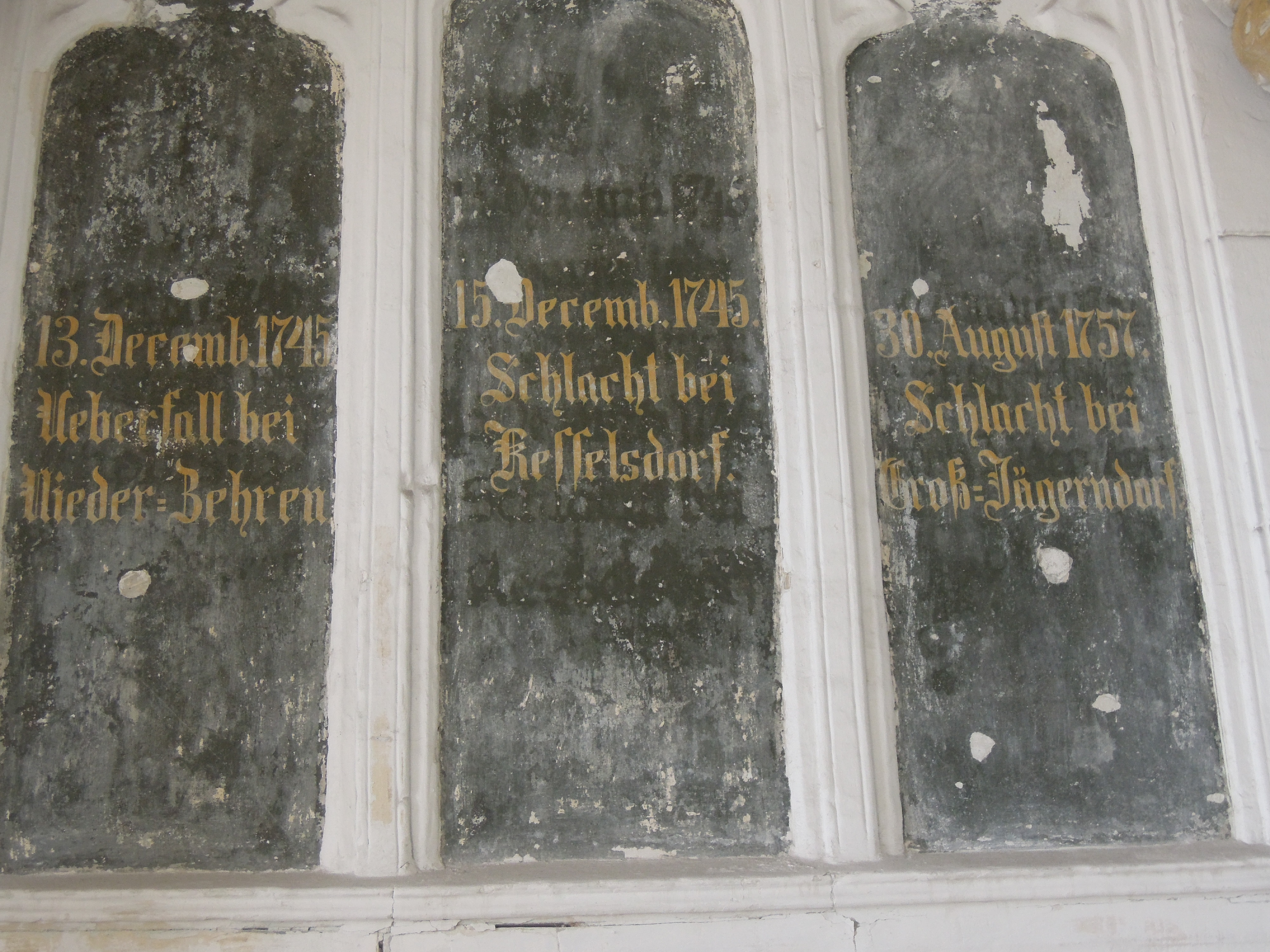
Старинные росписи в казарме Советска
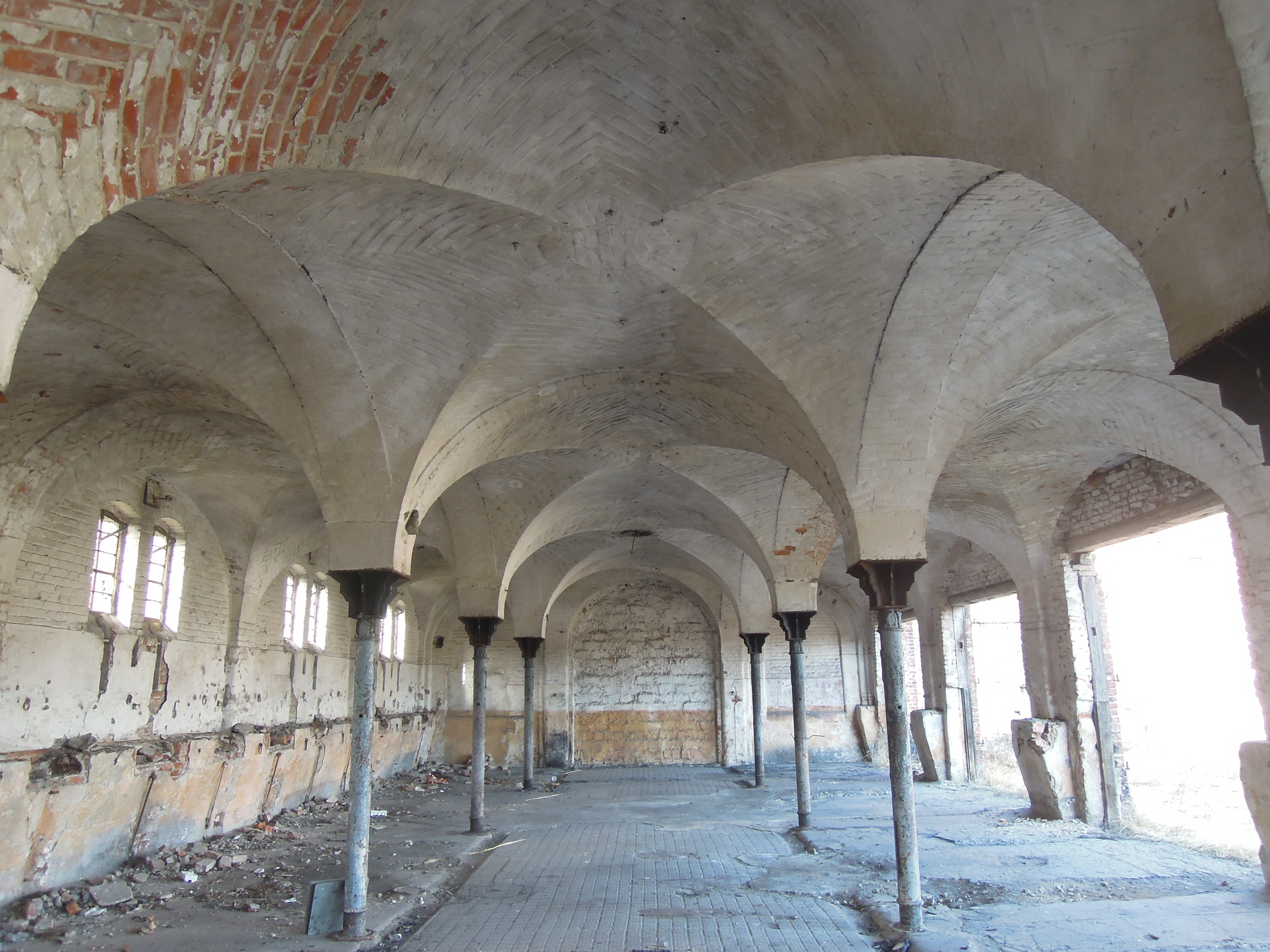
Конюшни в драгунских казармах